# Laxmi Agarwal
Laxmi Agarwal   (Nova Delhi, 1 de juny de 1990) és una activista i presentadora de televisió índia.
El 2005 va patir un atac amb àcid quan només tenia quinze anys per part d'un home de 32 a qui havia rebutjat. La seva història, entre d'altres, va aparèixer en un reportatge sobre víctimes d'atacs àcids al Hindustan Times. Laxmi liderà una campanya contra els atacs amb àcid que va recollir 27.000 signatures per limitar la venda d'àcid i que va arribar al Tribunal Suprem de l'Índia. Aquesta instància va requerir als governs centrals i estatals que regulessin la venda d'àcids, i al Parlament que promogués mesures per facilitar la persecució dels atacants.
És la directora de la Fundació Chhanv, una ONG dedicada a ajudar els supervivents dels atacs àcids a l'Índia. També va presentar un programa de televisió a la cadena New Express.
El 2014 va rebre el Premi Internacional Dona Coratge atorgat pel Departament d'Estat dels Estats Units i va ser escollida personalitat índia de l'any per la cadena de televisió NDTV.